# McLaren MP4/10
McLaren MP4/10 - спортивный автомобиль, разработанный конструктором Нилом Оутли для команды McLaren, участвовал в чемпионате мира Формулы-1 1995 года.

## История
После неудачного сотрудничества с мотористами Peugeot в сезоне 1994, команда заключила соглашение о поставках двигателей с Mercedes-Benz. Однако это не помогло добиться больших успехов: двигатели были недостаточно надёжны, а передней части машины не хватало сцепления с трассой.
Чемпион мира Найджэл Мэнселл пожелал забыть о своей "отставке" и стать партнером молодого финна Мики Хаккинена. MP4/10 был радикальным автомобилем. Среди новинок были "нос игла" и крыло, установленное на воздухозаборник. Однако, стало очевидно, что телосложение Мэнселла не соответствовало узкой кабине, и он был вынужден пропустить первые две гонки сезона, пока не был построен более широкий монокок. Его возвращение продлилось лишь два Гран-при, прежде чем  Мэнселл убедился в полной безнадежности болида. Бланделл, заменявший "Биг Найджа" на первых двух этапах в Бразилии и Аргентине, получил место в McLaren до конца сезона.
Основными проблемами автомобиля были недостаточное сцепление с трассой передней части и частые проблемы с мотором. Но при всем при этом команда смогла стать "лучшей среди остальных", оказавшись позади Ferrari, Williams и Benetton. Ближе к концу чемпионата Хаккинен смог добыть для команды два подиума. Также набирал зачетные очки по ходу сезона и Марк Бланделл.
По ходу сезона команда провела модернизацию шасси: MP4/10B дебютировало в Имоле и использовалось до конца сезона. На нём Мика Хаккинен сумел завоевать два вторых места. Шасси MP4/10C участвовало в двух Гран-при: Португалии и Европы.
Окончание сезона для McLaren получалось смешанным. Хаккинен пропускал Тихоокеанский Гран-при из-за операции по удалению аппендицита. Его заменял новобранец McLaren молодой Ян Магнуссен. Но уже к Гран-при Японии финн вернулся за руль. Марк Бланделл, что называется, списал шасси и не смог принять участие в квалификации. Но эта неудача оказалась бледным пятном по сравнению с инцидентом Хаккинена на тренировке перед последней гонкой в Аделаиде. На выходе из скоростного поворота на болиде финна лопнула задняя покрышка, и McLaren незамедлительно бросило на стену. Удар произошёл на большой скорости. К счастью, бригада скорой помощи располагалась близко от места аварии и уже через несколько минут, в бессознательном состоянии и истекающего кровью Мику, удалось извлечь из кокпита. Однако, финну удалось восстановиться к началу следующего сезона, который тоже проходил в Австралии, но на новой трассе в Мельбурне.
В Кубке Конструкторов 1995 года команда заняла 4-е место.

## Результаты гонок
| Легенда к таблице |                                                                    |
| --- | ------------------------------------------------------------------ |
| В таблице перечислены результаты всех Гран-при Формулы-1, в которых использовался автомобиль. Строками таблицы являются сезоны, столбцами — этапы чемпионата мира. В каждой клетке указаны сокращённое название этапа и результат, дополнительно обозначенный цветом. Расшифровка обозначений и цветов представлена в нижеследующей таблице. |                                                                    |
| \| Пример \| Описание \| \| ------------ \| ------------------------------------------------------------------ \| \| 1 \| Победитель \| \| 2 \| Второе место \| \| 3 \| Третье место \| \| 5 \| Финишировал, заработав очки \| \| Сход \| Не финишировал, но при этом заработал очки \| \| 12 \| Финишировал, не получив очков \| \| НКЛ \| Финишировал, но не попал в финальную классификацию \| \| 15 \| Участвовал вне зачёта, либо по отдельной классификации \| \| 18 \| Не финишировал, но попал в финальную классификацию \| \| Сход \| Не финишировал \| \| НКВ \| Не прошёл квалификацию \| \| НПКВ \| Не прошёл предквалификацию \| \| ДСК \| Дисквалифицирован \| \| ИСК \| Исключён из протокола соревнований \| \| ТТ \| Заявлен для участия только в тренировках \| \| НС \| Участвовал в квалификации, но не стартовал в гонке \| \| Т \| Травмирован или болен \| \| ОТК \| Отказ от участия \| \| НТР \| Прибыл на соревнования, но на трассу не выезжал \| \| НПР \| Был заявлен в числе участников, но не прибыл к началу соревнований \| \| О \| Соревнования отменены \| \| \| Не участвовал \| \| Поул-позиция \| \| \| Быстрый круг \| \| |                                                                    |
| Пример | Описание                                                           |
| 1 | Победитель                                                         |
| 2 | Второе место                                                       |
| 3 | Третье место                                                       |
| 5 | Финишировал, заработав очки                                        |
| Сход | Не финишировал, но при этом заработал очки                         |
| 12 | Финишировал, не получив очков                                      |
| НКЛ | Финишировал, но не попал в финальную классификацию                 |
| 15 | Участвовал вне зачёта, либо по отдельной классификации             |
| 18 | Не финишировал, но попал в финальную классификацию                 |
| Сход | Не финишировал                                                     |
| НКВ | Не прошёл квалификацию                                             |
| НПКВ | Не прошёл предквалификацию                                         |
| ДСК | Дисквалифицирован                                                  |
| ИСК | Исключён из протокола соревнований                                 |
| ТТ | Заявлен для участия только в тренировках                           |
| НС | Участвовал в квалификации, но не стартовал в гонке                 |
| Т | Травмирован или болен                                              |
| ОТК | Отказ от участия                                                   |
| НТР | Прибыл на соревнования, но на трассу не выезжал                    |
| НПР | Был заявлен в числе участников, но не прибыл к началу соревнований |
| О | Соревнования отменены                                              |
| | Не участвовал                                                      |
| Поул-позиция |                                                                    |
| Быстрый круг |                                                                    |

| Год  | Команда                   | Двигатель               | Ш | Гонщики         | 1   | 2    | 3   | 4    | 5    | 6    | 7   | 8    | 9    | 10   | 11   | 12  | 13   | 14   | 15  | 16  | 17  | Место | Очки |
| ---- | ------------------------- | ----------------------- | - | --------------- | --- | ---- | --- | ---- | ---- | ---- | --- | ---- | ---- | ---- | ---- | --- | ---- | ---- | --- | --- | --- | ----- | ---- |
| 1995 | Marlboro McLaren Mercedes | Mercedes-Benz FO110 V10 | G |                 | БРА | АРГ  | САН | ИСП  | МОН  | КАН  | ФРА | ВЕЛ  | ГЕР  | ВЕН  | БЕЛ  | ИТА | ПОР  | ЕВР  | ТИХ | ЯПО | АВС | 4     | 30   |
| 1995 | Marlboro McLaren Mercedes | Mercedes-Benz FO110 V10 | G | Марк Бланделл   | 6   | Сход |     |      | 5    | Сход | 11  | 5    | Сход | Сход | 5    | 4   | 9    | Сход | 9   | 7   | 4   | 4     | 30   |
| 1995 | Marlboro McLaren Mercedes | Mercedes-Benz FO110 V10 | G | Найджел Мэнселл |     |      | 10  | Сход |      |      |     |      |      |      |      |     |      |      |     |     |     | 4     | 30   |
| 1995 | Marlboro McLaren Mercedes | Mercedes-Benz FO110 V10 | G | Мика Хаккинен   | 4   | Сход | 5   | Сход | Сход | Сход | 7   | Сход | Сход | Сход | Сход | 2   | Сход | 8    | Т   | 2   | НС  | 4     | 30   |
| 1995 | Marlboro McLaren Mercedes | Mercedes-Benz FO110 V10 | G | Ян Магнуссен    |     |      |     |      |      |      |     |      |      |      |      |     |      |      | 10  |     |     | 4     | 30   |